# 1891年體育
请参看：
- 1891年
- 1891年文学
- 1891年台灣

## 足球
- 9月28日－由英國鐵路工人在烏拉圭蒙得維的亞成立中央烏拉圭鐵路木球俱樂部（Central Uruguay Railway Cricket Club），在1913年更名為彭拿路。
- 英格蘭足球聯賽參賽球隊由12隊增至14隊，英格蘭足球同盟冠軍斯托克城及達雲（Darwen F.C.）獲得參加1891/92年賽季聯賽。
- 首屆蘇格蘭足球聯賽最終由鄧巴頓及格拉斯哥流浪同得29分，需進行附加賽定勝負，結果為2-2平手，由於未有其他方法分勝負，決定併列冠軍，亦是蘇格蘭聯賽史上唯一的雙冠軍。
- 首屆阿根廷甲組聯賽舉行，是南美洲最早成立的足球聯賽，冠軍由St. Andrew's Scots School奪得。
- 首屆愛爾蘭足球聯賽冠軍由连菲特奪得。
- 1891年成立的足球會：
  - AIK蘇納（ 瑞典）
  - 貝爾法斯特些路迪（英语：Belfast Celtic）（ 愛爾蘭）
  - 哈彭登城（英语：Harpenden Town F.C.）（ 英格兰）
  - 彭拿路（ 乌拉圭）

### 各地聯賽及盃賽冠軍

#### 球會
| 國家   | 聯賽                          | 聯賽冠軍                  | 次數 | 上次奪標 |              | 盃賽         | 盃賽冠軍             | 次數   | 上次奪標 |
| 丹麦   | 丹麥足球錦標賽                | Kjøbenhavns Boldklub      | 1次  | 首次     |              |              |                      |        |          |
| 英格兰 | 英格蘭足球聯賽 英格蘭足球同盟 | 埃弗顿 斯托克城           | 1次  | 首次     | 英格蘭足總盃 | 布力般流浪   | 5次                  | 1890年 |          |
| 愛爾蘭 | 愛爾蘭足球聯賽                | 连菲特                    | 1次  | 首次     | 愛爾蘭盃     | 连菲特       | 1次                  | 首次   |          |
| 荷蘭   | 荷蘭足球錦標賽                | HVV Den Haag              | 1次  | 首次     |              |              |                      |        |          |
| 苏格兰 | 蘇格蘭足球聯賽                | 鄧巴頓及格拉斯哥流浪1     | 1次  | 首次     | 蘇格蘭足總盃 | 赫斯         | 1次                  | 首次   |          |
|        |                               |                           |      |          | 威爾士杯     | 梳士貝利     | 1次                  | 首次   |          |
| 印度   |                               |                           |      |          |              | 杜蘭德盃     | Scottish Borderers   | 1次    | 首次     |
| 阿根廷 | 阿根廷甲組聯賽                | St. Andrew's Scots School | 1次  | 首次     |              |              |                      |        |          |
| 美国   |                               |                           |      |          |              | 美洲盃足球賽 | Fall River East Ends | 1次    | 首次     |

1由於該兩間球會於聯賽同得29分，因此需要於中立場進行附加賽，最終雙方以二比二賽和而共同擁有冠軍。

#### 國家隊
| 賽事               | 冠軍   | 次數 | 上次奪標 |
| ------------------ | ------ | ---- | -------- |
| 英國本土四角錦標賽 | 英格兰 | 4次  | 1890年   |

## 棒球
- 美國協會解散
- 國家聯盟總冠軍 - 波士頓食豆人隊
- 美國協會總冠軍 - 波士頓紅

## 籃球
詹姆斯·奈史密斯發明籃球